# Бабка (приток Лани)
Ба́бка (бел. Ба́бка) — река, левый приток Лани в бассейне Припяти, протекает по территории в Гоцкого и Хоростовского сельсоветов Солигорского района на юге Минской области Белоруссии.
Длина реки составляет 8 км.
Бабка начинается в 2 км к юго-западу от деревни Вейно. Течёт по лесистой заболоченной местности. Устье находится в 1,8 км к юго-западу от деревни Пузичи.